# José de Sousa
José de Sousa (* 12. února 1974 Azambuja) je portugalský hráč šipek hrající turnaje Professional Darts Corporation (PDC). Bydlí ve Španělsku a zpočátku kariéry tuto zemi reprezentoval, později na PDC World Cup of Darts již reprezentoval rodné Portugalsko. Jeho největšími úspěchy jsou vítězství na Grand Slam of Darts 2020, kde porazil ve finále Jamese Wadea, a následný ročník Premier League, ve kterém nestačil až na Jonnyho Claytona a skončil druhý. Je známý svými neobvyklými herními kombinacemi a častými chybami v počítání.

## Výsledky na mistrovství světa

### PDC
- 2012: Předkolo (porazil ho Devon Petersen 3–4 (legy))
- 2019: První kolo (porazil ho Michael Barnard 2–3)
- 2020: První kolo (porazil ho Damon Heta 0–3)
- 2021: Třetí kolo (porazil ho Mervyn King 0–4)
- 2022: Třetí kolo (porazil ho Alan Soutar 3–4)
- 2023: Osmifinále (porazil ho Gerwyn Price 1–4)
- 2024: Druhé kolo (porazil ho Jeffrey de Graaf 1–3)

## Finálové zápasy

### Major turnaje PDC: 2 (1 titul)
| Výsledek  | No. | Rok  | Turnaj              | Soupeř        | Skóre     |
| --------- | --- | ---- | ------------------- | ------------- | --------- |
| Vítěz     | 1.  | 2020 | Grand Slam of Darts | James Wade    | 16–12 (l) |
| Finalista | 1.  | 2021 | Premier League      | Jonny Clayton | 5–11 (l)  |

## Výsledky na turnajích

### PDC
| Turnaj                          | 2012           | 2019           | 2020           | 2021 | 2022              | 2023              | 2024              | 2025           |
| ------------------------------- | -------------- | -------------- | -------------- | ---- | ----------------- | ----------------- | ----------------- | -------------- |
| Hodnocené televizní turnaje     |                |                |                |      |                   |                   |                   |                |
| Mistrovství světa               | PR             | 1R             | 1R             | 3R   | 3R                | 4R                | 2R                | DNQ            |
| World Masters                   | DNP            | DNQ            | DNQ            | 1R   | SF                | 2R                | DNQ               | PR             |
| UK Open                         | DNP            | 2R             | 3R             | 6R   | 5R                | 5R                | 4R                | 4R             |
| World Matchplay                 | DNP            | DNQ            | 1R             | 2R   | QF                | 1R                | DNQ               |                |
| World Grand Prix                | DNP            | DNQ            | 1R             | 2R   | 1R                | 1R                | DNQ               |                |
| Mistrovství Evropy              | DNP            | DNQ            | 2R             | QF   | 2R                | 2R                | DNQ               |                |
| Grand Slam of Darts             | DNP            | DNQ            | W              | 2R   | Nekvalifikoval se | Nekvalifikoval se | Nekvalifikoval se |                |
| Players Championship Finals     | DNP            | 2R             | 3R             | QF   | 2R                | 1R                | DNQ               |                |
| Nehodnocené televizní turnaje   |                |                |                |      |                   |                   |                   |                |
| Premier League Darts            | Nezúčastnil se | Nezúčastnil se | Nezúčastnil se | F    | Nezúčastnil se    | Nezúčastnil se    | Nezúčastnil se    | Nezúčastnil se |
| World Cup of Darts              | DNP            | DNP            | 2R             | 2R   | 2R                | RR                | RR                | RR             |
| World Series of Darts Finals    | NH             | DNQ            | DNQ            | 2R   | DNQ               | DNP               | 1R                |                |
| Statistika                      |                |                |                |      |                   |                   |                   |                |
| Pořadí v žebříčku na konci roku | –              | 62             | 15             | 7    | 14                | 25                | 45                |                |

| Legenda | Legenda | Legenda | Legenda        | Legenda | Legenda           | Legenda | Legenda     | Legenda | Legenda   |
| ------- | ------- | ------- | -------------- | ------- | ----------------- | ------- | ----------- | ------- | --------- |
| #R      | kolo    | QF      | čtvrtfinále    | SF      | semifinále        | F       | finalista   | W       | vítěz     |
| RR      | skupina | DNP     | nezúčastnil se | DNQ     | nekvalifikoval se | NH      | nekonalo se | WD      | odstoupil |

## Zakončení devíti šipkami
Seznam televizních zakončení legů devítkou, tedy nejnižším možným množstvím šipek.
| Datum          | Soupeř           | Turnaj               | Metoda                              |
| -------------- | ---------------- | -------------------- | ----------------------------------- |
| 29. října 2020 | Jeffrey de Zwaan | Mistrovství Evropy   | 3 × T20; 2 × T20, T19; 2 × T20, D12 |
| 8. dubna 2021  | Nathan Aspinall  | Premier League Darts | 3 × T20; 3 × T20; T20, T19, D12     |